# Due metri di allergia
Due metri di allergia (The Tall Guy) è un film del 1989 diretto da Mel Smith e scritto da Richard Curtis.

## Trama
Dexter è un attore americano che vive a Londra. A causa della sua altezza, non riesce a trovare molti ingaggi, e lavora da tempo, sottopagato e sfruttato, dal borioso e antipatico Ron, che cavalca l'onda del successo con il suo spettacolo.
Dexter soffre di raffreddore da fieno, e gli starnuti dovuti all'allergia gli stanno causando non pochi problemi; così decide di sottoporsi a una cura. Questa cura deve essergli somministrata inizialmente in iniezioni, cosa che lui detesta per il dolore che gli causano; perciò richiede che gli venga somministrata diversamente. Nel momento in cui però vede per la prima volta l'infermiera dell'ospedale, Kate, se ne innamora; e decide di sacrificarsi per poterla incontrare.
Questi incontri medici non sortiscono l'effetto sperato: Dexter cerca continuamente di attaccare bottone con Kate, ma non gli riesce per timidezza. Una sera, mentre è a cena con l'ennesima ragazza strana invaghita di lui, incontra l'infermiera Kate fuori servizio; e finalmente riesce a prendere coraggio, abbandonare la ragazza con cui stava uscendo e di chiederle di uscire.
Da questo incontro susseguirà un appuntamento molto breve, a causa della stanchezza di Kate dopo un turno di lavoro; ma si congeda da Dexter con un nuovo appuntamento il giorno successivo, facendogli presente che lei, a differenza di altre, non desidera formalità, appuntamenti e corteggiamenti per andare a letto con un uomo se le piace.
Il pomeriggio successivo, quindi, Dexter si reca a casa di Kate, e i due fanno l'amore appassionatamente. L'appuntamento dura talmente tanto che Dexter tarda al suo spettacolo: quando giunge a teatro, lo spettacolo è già iniziato, ed è stato sostituito come spalla da Charlie, suo caro amico e assistente tecnico nel teatro in cui posano, che improvvisa una scena; cosa molto invisa a Ron, il quale vuole essere al centro dello spettacolo. Alla fine dello spettacolo, sia Charlie che Dexter vengono licenziati.
Nel frattempo, la storia di Dexter con Kate continua felicemente, tanto che Kate va a vivere con Dexter, che fino ad allora aveva avuto come inquilina d'appartamento solo la sua amica, ninfomane, Carmen. Mentre Kate continua a lavorare all'ospedale, Dexter cerca altri ingaggi presso la sua agenzia, senza molto successo. A un provino per un musical sulla storia di Elephant Man, però, avviene la svolta: il regista e il coreografo, attirati dalla figura da vittima che Dexter pare trasparire, lo ingaggiano come protagonista.
Durante le prove Dexter conosce Cheryl, una delle attrici dello spettacolo, che si invaghisce di lui. Una sera poco prima della prima dello spettacolo, il regista imbastisce una festicciola per lo spettacolo, e Dexter e Cheryl, ubriachi, nonostante lui sia fidanzato e lei sposata, finiscono per fare l'amore.
Arriva il giorno della prima, e il musical è un successo. Alla festa del dopo-spettacolo degli attori si presenta anche Ron, il quale non risparmia ai partecipanti le sue noiose storie sulla sua presunta amicizia col Principe Carlo. Alla festa è presente anche Charlie, che Dexter è riuscito a fare assumere come suo assistente durante le prove, che vuole attaccare bottone con Carmen. Tornati dalla festa, Kate prepara le valigie: ha scoperto, attraverso i loro atteggiamenti, della storia che c'è stata tra Dexter e Cheryl. Dexter, rimasto solo, sprofonda nella solitudine e rimugina su quel che ha fatto, nonostante il supporto di Charlie e del signor Morrow, cieco e suo vicino di casa.
Una sera, poco prima dello spettacolo, mentre è al trucco guarda in TV la premiazione degli spettacoli teatrali: per lo spettacolo comico viene premiato Ron, con suo disappunto. Al momento della premiazione, di fianco a Ron c'è anche Kate, che lo bacia. A quel punto, Dexter decide di reagire: abbandona la sala trucco affidando a Charlie la sua parte e corre da Ron per impedirgli di frequentare ancora Kate. Arrivato nel camerino del teatro di Ron, lo lega alla sedia e lo minaccia, ma Ron gli svela che in realtà Kate non è andato a letto con lui e che nonostante la serata lo abbia mandato in bianco. A quel punto, Dexter lo lascia legato alla sedia e lo chiude a chiave nel suo camerino per vendetta di tutte le angherie subite negli anni, e corre all'ospedale per chiarirsi con Kate. Durante la corsa viene anche fermato dalla polizia, la quale però, vedendolo semi-truccato come Elephant Man, lo crede malato di elefantiasi e lo scorta fino al Pronto Soccorso.
Arrivato al Pronto Soccorso, trova una situazione molto critica a causa di un incidente autostradale che ha causato diversi feriti, ma riesce a raggiungere Kate per scusarsi. Lei è titubante, ma su spinta di tutti i feriti presenti in sala che hanno assistito alle scuse di Dexter, decide di perdonarlo.

## Produzione
Il film è stato prodotto nel 1988. È stata l'opera prima di Mel Smith come regista, il quale ha dichiarato che la produzione gli è risultata "maginficamente facile" a causa della sua poca conoscenza del business cinematografico.

## Musiche
Le musiche sono di Peter Brewis. Tra le canzoni presenti nel film, la principale è It must be love, cantata dai Madness, presente sia nei titoli di coda sia una scena del film in cui i vari attori cantano e ballano la canzone. C'è anche un cameo del Frontman della band, Suggs.

## Critica
Il film è stato accolto abbastanza freddamente dalla critica inglese, che lo ha giudicato "poco affascinante e per lo più troppo ampio". Più caloroso il giudizio del pubblico, che lo ha accolto come un film d'amore di discreta fattura.